# .asia
.asia – domena najwyższego poziomu zaproponowana przez DotAsia Organization. Służy jako regionalna domena dla firm, instytucji oraz osób prywatnych w regionie Azji, Australii i Pacyfiku.